# Eublemma inconspicua
Eublemma inconspicua là một loài bướm đêm thuộc họ Erebidae. Nó được tìm thấy ở Úc.

## Hình ảnh

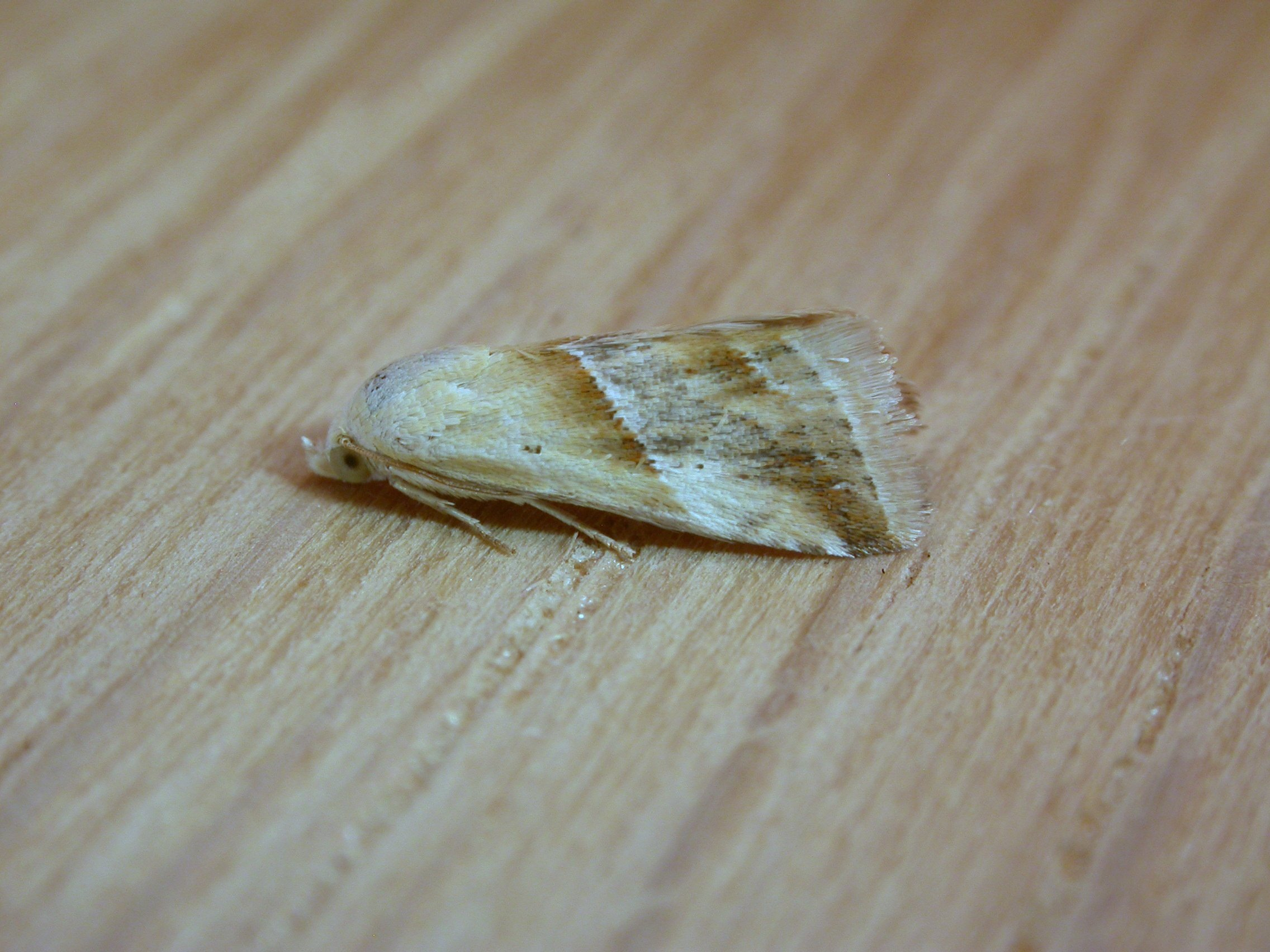